# 袁晋卿
袁 晋卿（えん しんけい、開元6年/養老2年（718年）または開元7年/養老3年（719年） - 没年不詳）は、8世紀の中国唐代の人物で、奈良時代の日本の貴族。氏姓は袁（無姓）、のちに清村（浄村）宿禰。官位は従五位上・安房守・大学頭。

## 出自
袁氏（無姓）は陳の袁濤塗の後裔とされる、中国系渡来氏族。

## 経歴
天平7年（735年）第10次遣唐使に従って唐より来日し、日本に帰化する。その時の年齢は18歳か19歳とされるため、生年は養老2年か3年（718年か719年）と想定される。
のち、『文選』『爾雅』の音を学び、大学の音博士となる。天平神護2年（766年）には法華寺での舎利会において唐楽を演奏した功労により、李元環・皇甫東朝らとともに昇叙され、晋卿は従五位下に叙爵した。翌天平神護3年（767年）釈奠において音博士を務め、従五位上に叙せられる。称徳朝末の神護景雲3年（769年）日向守に任ぜられ地方官に転じる。
光仁朝の宝亀9年（778年）2月に玄蕃頭に任ぜられ、同年12月には袁（無姓）から清村宿禰に改姓。桓武朝の延暦4年（785年）安房守に任官している。

## 人物
『性霊集』では「両京の音韻を誦して、三呉の訛響を改む。口は唐音を吐いて、嬰学の耳目を発揮す」と賞讃されている。

## 官歴
『続日本紀』による。
- 時期不詳：正六位上。音博士
- 天平神護2年（766年） 10月21日：従五位下（舍利之会奏唐楽）
- 天平神護3年（767年） 2月7日：従五位上（釈奠）
- 神護景雲3年（769年） 8月19日：日向守
- 時期不詳：大学頭
- 宝亀9年（778年） 2月23日：玄蕃頭。12月18日：袁（無姓）から清村宿禰に改姓
- 延暦4年（785年） 正月15日：安房守

## 系譜
- 父：不詳
- 母：不詳
- 生母不詳の子女
  - 男子：清村弘[4]
  - 男子：清村秀[4]
  - 九男：清村浄豊[4]
  - 女子：袁常照室[5]
- 養子女
  - 養子：春科道直 - 実は袁常照の子[5]

9人の男子がおり、九男の浄豊は伊予親王の文学（家庭教師）を務めた。また、天平宝字4年に唐の使人として入朝した袁常照は日本に帰化したのち死去して、息子の源らは孤児となってしまったが、外祖父の袁晋卿が養子として養育したという。源らは外祖父の養子になるという罪について自首し、延暦24年（805年）浄村宿禰源から春科宿禰道直と改姓改名している。